# GRIPS (Lernprogramm)
GRIPS ist eine multimediale Lernplattform des Bayerischen Rundfunks mit Fokus auf qualifizierenden Hauptschulabschluss und einfachen Schulabschluss (Hauptschulabschluss) der Hauptschule bzw. Mittelschule. 

Logo GRIPS

Die jeweils rund 40 Lektionen in Deutsch, Englisch und Mathematik setzen auf visuelles Lernen in kleinen Schritten. Das im März 2011 gestartete Projekt des Bildungskanals ARD alpha wurde für eine bundesweite Nutzung konzipiert und ist in Kooperation mit zahlreichen Bildungsinstitutionen und Lehrern entstanden. 
Das Programm hat mehrere Zielgruppen: Lehrer zur Unterrichtsnutzung, Schüler aller Schularten bis ca. 10. Jahrgangsstufe, erwachsene Nutzer, die ihr Wissen auffrischen und vertiefen wollen und Eltern, die ihre Kinder besser unterstützen wollen. Die TV-Filme bieten zudem Untertitelungen für Hörgeschädigte.

## Das Konzept des Programms
GRIPS ist ein modulares Konzept. Die Lernenden können eigenständig multimedial lernen oder auch nur Filme, Nachlesetexte oder interaktive Ausgaben nutzen.
In den 15-minütigen Filmen erklären junge Moderatoren zwei bis drei Schülern Grundwissen an speziellen Drehorten am praktischen Beispiel. Das sind Berufssituationen wie Baustelle (Pythagoras), Freizeitaktivitäten (Prüfungsangst, Hochseilgarten) oder Alltagssituationen (englischer Small-Talk beim Grillen mit Neuseeländern). 
Die Moderatoren sind dabei aber echte Lehrer, nämlich Sebastian Wohlrab (Mathematik), Steffi Chita (Deutsch) sowie Michael Meisenzahl (Englisch). Im Fach Englisch gibt es zusätzlich fachliche Unterstützung von der Schottin Camilla Smith.
Im Internet werden die Filme in einer multimedialen Dramaturgie genutzt. In einer modularen „Mediabox“ wechseln sich kurze Sequenzen der Filme rasch ab mit kurzen Textzusammenfassungen und Zusatzinfos wie Grafiken. Der Nutzer wird in den Filmablauf miteingebunden, weil er immer wieder Fragen aus dem Film beantworten muss und die Lösung dann im Film folgt. Auch interaktive Zwischenaufgaben bieten schnelle Erfolgserlebnisse. Etliche Mediaboxen haben zusätzliche Filmszenen, die nicht in der TV-Fassung vorkommen.
Zusätzlich zu den Mediaboxen gibt es jeweils einen ausführlichen Nachleseteil und einen ausführlichen Übungsteil mit interaktiven Aufgaben. An vielen Stellen sind die einzelnen Lösungsschritte detailliert beschrieben.
Die Filme gibt es als Download: datenreduziert für die mobile Nutzung als Podcast und für den Unterrichtseinsatz in DVD-Qualität. Zusätzliche Angebote sind allgemeine Lerntipps und Service-Informationen zum Schulabschluss.